# Bathystegocephalus globosus
Bathystegocephalus globosus is een vlokreeftensoort uit de familie van de Stegocephalidae. De wetenschappelijke naam van de soort is voor het eerst geldig gepubliceerd in 1909 door Walker.